# Ovation of the Seas
Die Ovation of the Seas ist ein Kreuzfahrtschiff der Reederei Royal Caribbean International.

## Geschichte

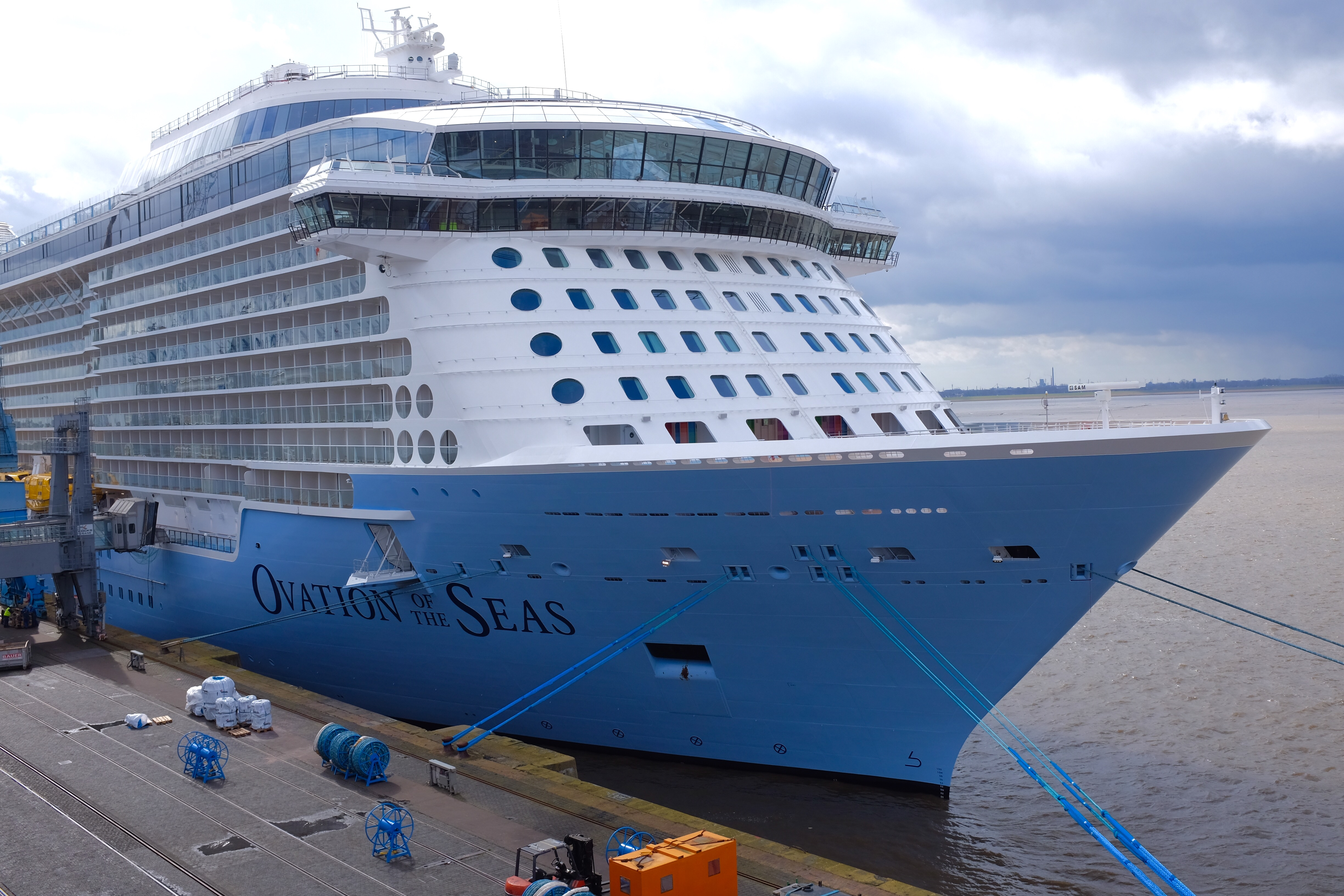
März 2016 – Endausrüstung der Ovation of the Seas in Bremerhaven an der Columbuskaje

Die Reederei Royal Caribbean International gab die Ovation of the Seas im Mai 2013 mit geplanter Ablieferung Mitte 2016 als dritte Einheit der Quantum-Klasse bei der Meyer Werft in Auftrag. Der Bau begann am 18. September 2014 mit dem Zuschnitt der ersten Stahlplatte, am selben Tag wurde der Name bekanntgegeben. Das Schiff wurde am 5. März 2015 auf Kiel gelegt. Im Zuge der Baustrategie der Meyer Werft wurde am 20. Juni 2015 eine 120 Meter lange Sektion ausgedockt. Eine zweite Sektion wurde am 14. August 2015 ausgedockt, um das Ausdocken der Norwegian Escape zu ermöglichen. Anschließend wurden beide Sektionen zur Fertigstellung wieder eingedockt.
Die Ovation of the Seas wurde am 18. Februar 2016 ausgedockt. Am 11. März begann die Emsüberführung nach Eemshaven, wo das Schiff am darauffolgenden Tag eintraf. Die Überführung erfolgte mithilfe des Emssperrwerks. Hierzu wurde das Sperrwerk am 11. März 2016 gegen 1:30 Uhr geschlossen und die Ems so auf 2,70 Meter über Normalhöhennull aufgestaut. Nach rund 24 Stunden, am 12. März gegen 2:00 Uhr passierte das Schiff das Emssperrwerk.
Vom 18. bis zum 22. März 2016 lag die Ovation of the Seas im Trockendock Elbe 17 der Hamburger Werft Blohm + Voss zur Abschlussdockung. Vom 4. April 2016 bis zum 7. April 2016 lag die Ovation of the Seas erneut im Trockendock Elbe 17, dabei wurden die Antriebspropeller ausgetauscht. Am 8. April 2016 wurde die Ovation of the Seas abgeliefert. Am 24. Juni 2016 wurde die Ovation of the Seas in Tianjin von Fan Bingbing getauft.

## Ausstattung
Die Ovation of the Seas verfügt über eine schwenkbare Aussichtsgondel, einen Autoscooter, einen Fallschirmsprungsimulator und einen Surfsimulator.

## Technik
Die Ovation of the Seas verfügt wie ihre beiden Schwesterschiffe über Air Lubrication. Aus dem Schiffsboden werden Luftblasen ausgestoßen, die die Umströmung des Rumpfs beeinflussen. Eine Reduktion des Strömungswiderstands und folglich Verringerung des Treibstoffverbrauchs sind das Ziel.

## Besondere Vorkommnisse
Während einer Kreuzfahrt von Sydney rund um Neuseeland zurück nach Sydney hatte die Ovation of the Seas nach Stops in der Bay of Islands und in Auckland am 9. Dezember 2019 gegen 6:30 Uhr Ortszeit im Hafen von Tauranga angelegt. Als auf Whakaari / White Island kurz nach 14:00 Uhr der dortige Vulkan ausbrach, hielten sich 38 Passagiere und Crewmitglieder im Rahmen eines Ausfluges zur Besichtigung des Vulkanes auf der Insel auf. Da nicht alle Inselbesucher bis zur geplanten Abfahrt des Schiffes um 18:00 Uhr gerettet bzw. geborgen werden konnten, blieb das Schiff weiter im Hafen liegen. Am 11. Dezember hat das Schiff um 7:18 Uhr Ortszeit mit 27 Menschen weniger an Bord den Hafen verlassen, Kurs auf Wellington genommen und war mit einem Tag Verspätung dort eingetroffen. Auf die anschließend geplante Umrundung der Südinsel Neuseelands und der Fahrt durch den Fiordland-Nationalpark wurde verzichtet, da das Schiff am 16. Dezember wieder in Sydney sein musste.
Ein deutscher Tourist, der am 2. Juli 2020 an seinen Verletzungen starb, war das letzte Opfer dieses Unglücks und erhöhte die Gesamtzahl der Toten auf 22.
Inzwischen haben Verletzte und Erben von Getöteten die Reederei Royal Caribbean International vor Gerichten in Miami, USA verklagt. Dort hat die Royal Caribbean International ihren Stammsitz. Die Kläger verlangen Schadensersatz, weil Royal Caribbean aufgrund der Daten vor dem Vulkanausbruch hätte wissen müssen, wie gefährlich der Vulkan geworden sei. Sie habe aber trotzdem Tickets für den Tagesausflug auf die Vulkaninsel verkauft, um ihren „Gewinn zu maximieren“. Die US-Reederei ihrerseits versucht, diese Klagen zu stoppen. Durch eine Klage in Australien will sie die Kläger dazu zwingen, dass ihnen der Klageweg in den USA untersagt wird. Dass nur in Australien geklagt werden könne, ergebe sich aus den Reisebedingungen.